# Saint-Pardoux (Deux-Sèvres)
Saint-Pardoux ist eine Commune déléguée in der französischen Gemeinde Saint-Pardoux-Soutiers mit 1.608 Einwohnern (Stand: 1. Januar 2022) im Département Deux-Sèvres in der Region Nouvelle-Aquitaine. Die Einwohner werden Saint-Pardousiens genannt.
Die Gemeinde Saint-Pardoux wurde am 1. Januar 2019 mit Soutiers zur Commune nouvelle Saint-Pardoux-Soutiers zusammengeschlossen. Sie hat seither den Status einer Commune déléguée. Die Gemeinde Saint-Pardoux gehörte zum Arrondissement Parthenay und zum Kanton La Gâtine.

## Geographie
Saint-Pardoux liegt etwa acht Kilometer südsüdwestlich von Parthenay und 20 Kilometer nordnordöstlich von Niort. An der Südgrenze der Commune déléguée entspringt der Fluss Autise. Die Gemeinde Saint-Pardoux wurde umgeben von den Nachbargemeinden Le Tallud im Norden, Soutiers im Nordosten und Osten, Vouhé im Osten, Mazières-en-Gâtine im Osten und Südosten, Saint-Marc-la-Lande im Süden und Südwesten, La Boissière-en-Gâtine im Südwesten, Allonne im Westen sowie Azay-sur-Thouet.

## Bevölkerungsentwicklung
| Jahr      | 1954 | 1962 | 1968 | 1975 | 1982 | 1990 | 1999 | 2006 | 2013 |
| Einwohner | 1502 | 1483 | 1378 | 1183 | 1184 | 1202 | 1291 | 1444 | 1606 |

## Sehenswürdigkeiten

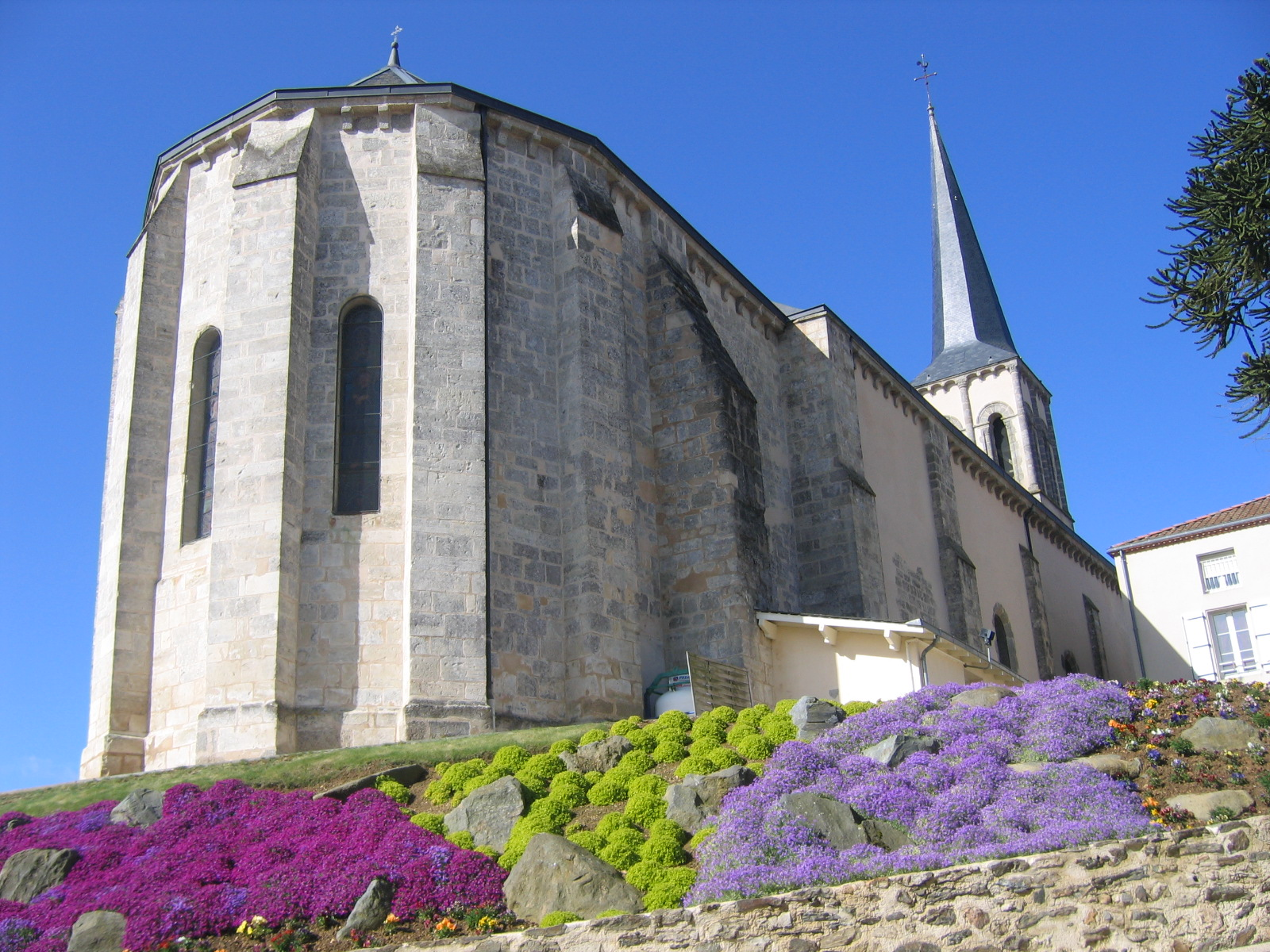
Kirche Saint-Pardoux
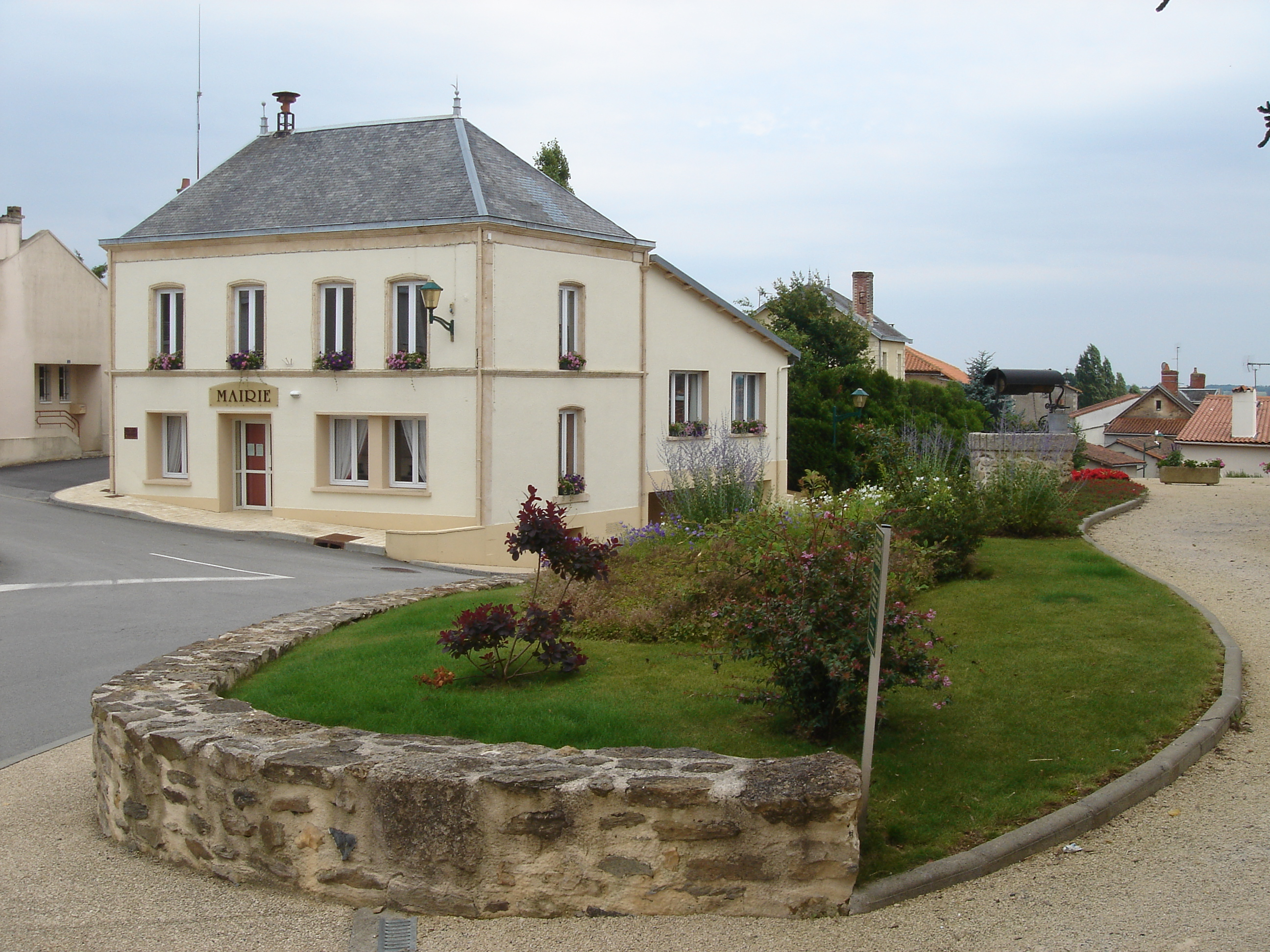
Schloss Bourdin

- Kirche Saint-Pardoux
- Ehemaliges Rathaus